# سیارک ۱۸۴۹۷
سیارک ۱۸۴۹۷ (به انگلیسی: 18497 Nevezice، نامگذاری:1996LK1) هجده هزار و چهارصد و نود و هفتمین سیارک کشف شده‌است که در ۱۱ ژوئن ۱۹۹۶ کشف شد.
قدر مطلق سیارک برابر ۱۵.۵ است.